# 马尔施泰滕
马尔施泰滕是德国巴登-符腾堡州的一个市镇。总面积12.19平方公里，总人口736人，其中男性379人，女性357人（2011年12月31日），人口密度60人/平方公里。